# Samurai 7
Samurai 7 (サムライセブン) es una serie de anime japonés de 2004, producida por el estudio Gonzo con base en la película clásica de Akira Kurosawa de 1954, Los siete samuráis. Fue dirigida por Toshifumi Takizawa y la banda sonora estuvo a cargo de Kaoru Wada y Eitetsu Hayashi.
La serie constó de 26 episodios que fueron emitidos a través del canal de televisión por satélite, Sky PerfectTV. Más tarde fue emitida en el resto del mundo incluyendo el sudeste asiático, el norte de Asia, Latinoamérica y otras regiones por Animax.

## Argumento
En un futuro lejano, en un planeta que una vez fue llamado Tierra, los campesinos del pueblo de Kanna sufren continuamente ataques de los Nobuseri, samuráis arruinados por la ausencia de guerras en las que luchar, por lo que para sobrevivir se dedican a robar la comida y las mujeres de los pequeños e indefensos pueblos. Un año antes de la época de cosecha, Gisaku, el jefe de uno de estos pueblos, propone contratar a unos samuráis para que les protejan de los Nobuseri. Kirara y Komachi, dos hermanas sacerdotisas, acompañadas por Rikichi, se ofrecen para ir a la ciudad y buscar a los samuráis que les puedan defender.

## Personajes

### Aldeanos
Rikichi, Gisaku, Sanae, Manzo y Shino son derivados de la película (Aunque hay algunas diferencias). Kirara, Komachi y Okara son personajes originales del anime.
- Kirara (キララ?) es una Mikumari (“Doncella del agua”, una sacerdotisa de la villa) de la aldea Kanna. Ella decide ir a ayudar a encontrar los samuráis para traer a la villa. Ella posee un colgante de agua que le permita detectar las corrientes de agua subterráneas. En adición a esto, el colgante brilla cuando un samurái con la esencia del campo de batalla está cerca, guiándola en su búsqueda. Nadie sabe si ella realmente ama a Katsushiro o a Kanbei. Al principio todo indica que ama a Katsushiro. Es en los episodios finales (24 - 26) cuando Kirara por fin es honesta con sus sentimientos y revela que ama a Kanbei; sin embargo el corazón de Kanbei se ha secado al amor. Al final, Kirara regresa a Kanna y encarga la custodia del cristal de agua a su hermana menor Komachi, ella dice que las aguas se han contaminado por sus pecados.

Seiyū: Fumiko Orikasa.
- Komachi (コマチ?) es la hermana pequeña de Kirara que la sigue para ver la ciudad tanto como para ayudarla a localizar los samuráis. Se encariña con Kikuchiyo. Ella es la que provee la narración al principio de cada capítulo, excepto cuando ella está en Kanna.

Seiyū: Chiwa Saitou.
- Rikichi (リキチ?) es un campesino de la villa Kanna que fue el primero en ponerse de acuerdo con ir en búsqueda de samuráis en la ciudad. Su esposa fue raptada en una incursión por los bandidos.

Seiyū: Tadahisa Saizen.
- Gisaku (ギサク?) es el líder de la villa Kanna, él fue el que autorizó a Kirara, Komachi y a Rikichi a ir en busca de los samuráis para salvar su aldea.

Seiyū: Ikuo Nishikawa
- Okara (オカラ?) es la mejor amiga de Komachi, a quién esta escribe para informarle sobre los samuráis. Es una niña muy madura para su edad y siempre anda con un bebé en su espalda al que, en el esposodio final, se lo puede apreciar como un muñeco de trapo con los ojos pintados. Ella provee la narración al principio de cada capítulo cuando Komachi está en Kanna.

- Manzo (マンゾウ?) es un campesino cobarde que cree que la mejor forma de que los Nobuseri los dejen en paz es no luchar contra ellos, por eso planeó entregar a los samurái a los samuráis en quienes no confiaba. Le cortó el cabello a su hija Shino para que los Nobuseri no se la llevaran.

- Shino (シノ?) es la hija de Manzo, una de las niñas más bellas de la aldea por lo cual su padre le cortó el cabello para que los Nobuseri no se la llevaran. Ella acude ante Kirara y Katsushiro cuando se entera de que su padre va a entregar a los samuráis. Su rol disminuyó severamente en el anime con respecto a la película, donde en lugar de Kirara, Shino era el amor de Katsushiro.

Seiyū: Yū Kobayashi

### Samuráis
Todos los samuráis derivan de la película de Kurosawa “Los Siete Samuráis”, reteniendo la personalidad original. Pequeños cambios fueron hechos en cada uno de ellos para acomodarlos al nuevo entorno en el que la historia tiene lugar. La mayoría de la trama que sigue tras la batalla inicial contra los Nobuseri es completamente original y no proviene de la película.
- Shimada Kanbei/Kanbee (カンベエ?) es el más sabio de los 7 samurái. Es el samurái que asume la posición de líder y crea plan(es) para la defensa de la villa. Es valiente, fuerte, y tiene una sabiduría obtenida a través de años de lucha y guerras. Sin embargo, en todas las batallas en que ha participado siempre estuvo en el bando “perdedor” y Kanbei vive a la sombra de su doloroso y estigmático pasado. Usa una katana estilizada, aunque en escasas ocasiones utiliza dos espadas al tiempo. Probablemente es el único personaje que usa caracteres kanji en su nombre. Es elegido por Kirara para conducir a los aldeanos de Kanna contra los bandidos (Nobuseri) En el episodio 25 Kirara revela que está enamorada de Kanbei; pero él la rechaza, diciéndole que su corazón se ha marchitado desde hace tiempo y que ella no encontrará agua en él. Al principio Kanbei no toma en serio a Katsushiro y a Kikuchiyo, al primero lo considera inexperto y al segundo inmaduro. Con el tiempo y por méritos propios llega a reconocerlos como el quinto y séptimo samurái. Él toma a Katsushiro como su estudiante, al final le hereda su katana como muestra de respeto al que será un gran samurái.

Seiyū:Masaki Terasoma.
- Okamoto Katsushiro (カツシロウ?) es un joven samurái quien, hasta la lucha por la villa Kanna, nunca había estado en una verdadera lucha, pero siempre ha creído en el honor del código samurái. Desea convertirse en el discípulo de Kanbei, y promete proteger a Kirara sin importar lo que suceda. Desarrolla habilidades a lo largo de la serie; al principio no podía derrotar ni a un simple gamberro, pero al final puede derrotar a varios Nobuseri de una vez y desviar un disparo de un cañón de rayos enemigo con su espada. Es uno de los 3 samuráis que sobreviven el camino hacia la batalla final, tras la batalla gana sabiduría y madurez de sus experiencias continuando la vida del samurái, en busca de la siguiente guerra en la que tomará parte. Sus habilidades mejoran tanto que Kanbei muestra un gran respeto hacia él y le da como presente a Katsushiro su propia katana. También puede ser considerado Yandere, ya que mata por proteger a Kirara, de una forma descontrolada.

Seiyū: Paku Romi.
- Katayama Gorobei (ゴロベエ?) es un habilidoso samurái que se ganaba la vida a base de entretener a las personas con sus técnicas de combate y sus habilidades acrobáticas (entre ellas la de detener flechas en el aire y esquivar otros ataques). Kanbei lo nombra su “Mano izquierda ”cuando defienden la villa. Gorobei es uno de los personajes más alegres encontrados dentro del anime, a menudo tomando a la ligera serias o peligrosas situaciones. Gorobei piensa que morir es perder y vivir es ganar. Es el primero de los samuráis en morir en el anime, en el episodio 16, durante la primera batalla con los Nobuseri, cuando al partir en dos un proyectil disparado por un obús Nobuseri una de las mitades le explota cerca hiriéndole mortalmente. Después de su muerte aparece guiando a Katsushiro con visiones fantasmagóricas. Aparentemente Gorobei tiene la costumbre de dejar que se derrame sangre sin sentido, basado en sus reacciones en dos de los episodios.

Seiyū: Tetsu Inada.

- Shichiroji (シチロージ?) es ”La mano derecha” de Kanbei. Kanbei y Shichiroji Pelearon en la gran guerra lado a lado y se volvieron los mejores amigos. Él temporalmente deja a su exitoso negocio Post-guerra, y con este, su “novia”, para unirse a Kanbei en la batalla nuevamente. A diferencia de los otros samuráis, Shichiroji no usa una Katana, sino que prefiere usar una lanza-bastón (yari) como arma. Tiene una prótesis en su mano izquierda con la capacidad de servir como gancho y también le llaman Momotarō, por el cuento tradicional japonés, ya que fue encontrado terriblemente herido después de una batalla por su novia flotando río abajo en una cápsula que se compararía con el durazno del relato. Él es uno de los 3 samuráis que sobreviven a la batalla final.

Seiyū: Tooru Kusano.

- Kikuchiyo (キクチヨ?) es una especie de cyborg que anteriormente fue un campesino que pagó para que su cuerpo fuera mejorado con un exoesqueleto mecanizado perdiendo entre otras cosas el sentido del tacto, casi sería como un Nobuseri. Los otros samuráis a menudo lo ven como un payaso o una molestia; Se molesta fácilmente y casi siempre causa problemas. Usa una muy pesada espadas, una especie de nodachi. Al principio es rechazado por los otros seis, Kanbei acepta a Kikuchiyo cuando este revela la razón por la cual ayuda a los aldeanos: Ya que él también venía de una familia de granjeros. A la larga resulta ser un personaje simpático que cuenta que se hizo mecanizado para poder llegar a ser un samurái y cambiar su destino de granjero. Los aldeanos lo aprecian mucho, especialmente la pequeña Komachi, quien le pide convertirse en su esposo cuando ella crezca, proposición que el acepta a cambio de guardar su (falso) árbol familiar. Es el cuarto samurái en morir, en el episodio 26 del anime, cuando haciendo uso de su último resto de fuerza al final de la última batalla levanta un arma Nobuseri y le da el tiro de gracia a la Nave Capital antes de que esta alcance Kanna.

Seiyū: Kuwata Kong.

- Hayashida Heihachi (ヘイハチ?) es un amigable samurái que prefería comer a pelear. Durante la gran guerra evitó pelear gracias a su posición como ingeniero de combate y desde entonces trabaja a cambio de comida, por ejemplo cortando madera con su espada. Cuando se une al grupo su utilidad se manifiesta como mecánico, y organizando la construcción de defensas en la aldea tales como una ballista, para combatir al gigante mecanizado Nobuseri. Ama el arroz más que cualquier otro personaje en la serie hasta el punto que es capaz de decir de dónde proviene este con tan solo probarlo. Odia a los traidores, y es inflexible en ese aspecto debido al hecho de que él una vez traicionó a sus compañeros, aunque termina convirtiéndose en una persona más comprensiva gracias a la influencia de Kanbei. Heihachi es el segundo samurái en morir en el anime, episodio 25, cuando queda atrapado mientras ponía cargas explosivas para destruir el motor de la Nave Capital y activa los explosivos mientras esta se dirigía hacia Kanna.

Seiyū: Junji Inukai.

- Kyuzo (キュウゾウ?) es un misterioso hombre rubio que usa una distintiva vestidura carmesí. Trabaja formalmente como un guardaespaldas para “Ayamaro”, el mercader. Kyuzo porta unas espadas de doble filo dentro de una funda en su espalda, y sus habilidades son comparables, o superan, las de Kanbei. Cerca del final de la serie se une a los samuráis en la defensa de la aldea y mejora el filo de sus espadas. Su motivación es dual: por una parte un sentido del honor que se oponía a su anterior trabajo para el mercader, por otra un deseo de medir su habilidad con Kanbei en un duelo a muerte. Kyuso es el tercer samurái en morir en el anime, episodio 25, cuando Katsushiro accidentalmente le dispara con una ametralladora de un guardia imperial queriendo salvar a Kambei (las balas atraviesan al enemigo impactando todas de lleno en su cuerpo).

Seiyū: Shinichiro Miki.

### Opresores
- Ukyo (ウキョウ?)es el hijo adoptivo de Ayamaro. Su protegido estilo de vida le dio una actitud egoísta y a la vez juguetona sobre la vida, lo que realmente cubre su calculadora, manipuladora y cruel personalidad. Cayó en lujuria al ver a Kirara por primera vez y por eso la desea en su harem personal. Después se revela que es un clon de Amanushi, el emperador quién creó varios clones para así tener un sucesor. Después de sobrevivr a tres días de interrogamiento, Ukyo es declarado heredero al trono. Entonces asesina al emperador para sucederlo y confecciona un plan para poner a los aldeanos, samurái y a los bandidos Nobuseri contra ellos mismos, para así consolidar su poder.

Seiyū: Takehito Koyasu.
- Amanushi (アマヌシ): Es el antiguo emperador. Se lo ve encerrado en una especie de cámara y la razón fue porque así quedó después de la gran guerra. Él envió a los Nobuseri a quitarles el arroz a los aldeanos, y también que secuestraran a las mujeres para utilizarlas con la intención de implantarles su semen y crear clones del emperador para conseguir un heredero del trono. Según el primer ministro el antiguo emperador cuidaba a sus clones a distancia mientras estos obtenían experiencias de vida. Luego de analizar que Ukyo es su clon lo somete a un interrogamiento de tres días para probar si merece convertirse en el nuevo emperador. Ukyo pasa el examen convirtiéndose en el único de los clones en lograrlo. Muere en manos de Ukyo, para así convertirse este en el nuevo emperador.

Seiyū: Takehito Koyasu.
- Los Nobuseri (野伏せり?) son samuráis que reemplazaron sus cuerpos por máquinas durante la guerra anterior. Después de la guerra, actúan como bandidos que le roban a aldeas campesinas su arroz, y en ocasiones a sus mujeres y niños. Ukyo después le ordena al psiquíco de la corte que le saque las almas a los Nobuseri, así no serán más que máquinas sin mente que obedecerán solo órdenes del emperador.

### Enemigos Menores
- Tesai (テッサイ): Es aliado de Ukyo. El lo protege con su vida y siempre lo acompaña. Tesai lo llama joven amo y hace todo lo que Ukyo le dice para satisafacer sus deseos. Muere en manos de Kyuzo.

Seiyū: Michihiro Ikemizu.
- Hyoogo (ヒョーゴ): Es un samurái que trabaja para Ayamaro. El junto con Kyuzo son los samuráis más fuertes que trabajan para Ayamaro. Fue enviado junto con Kyuzo para encontrar a Kirara y llevársela a Ukyo. Muere después de una pelea con Kyuzo. Su cadáver fue encontrado por Tesai y este supuso a través de sus heridas que el que lo mató había sido Kyuzo.

### Personajes secundarios
- Masamune (マサムネ): Llamado viejo, por Kikuchiyo. Es un mecánico y amigo de Kikuchiyo. Él lo reparo en varias ocasiones cuando se encontraba averiado. Cuando Kanbei y los demás son perseguidos por los hombres de Ayamaro, Masamune los esconde en su casa.

- Honoka y Mizuki (ホノカ & ミズキ): Son dos hermanas cuya aldea fue destruida por los Nobuseri. Honoka vive en la cueva de los Shikimoribito y Mizuki se encuentra en la capital. Ella fue secuestrada por los Nobuseri y llevada a la capital para implementar el semen del emperador dentro de ella.

- Shikimoribito (式杜人): Son antiguos samuráis que después de la gran guerra dejaron la espada y se volvieron comerciantes. Ellos tienen un convenio con la Capital y relaciones comerciales muy fuertes. Ellos siempre están colgados de los techos y de una soga. Al principio parece malos pero al final resultan de gran ayuda para el equipo de Kanbei. Los Shikimoribito albergan en su cueva personas cuyas aldeas fueron destruidas por los Nobuseri (como el caso de Honoka), con la condición de que trabajen para ellos. Allí son llamados los guardianes.

- Ayamaro: Es un comerciante y padrastro de Ukyo. Él encontró a Ukyo cuando era un niño y lo adoptó sin saber que Ukyo era un clon del antiguo emperador. Luego de que Ukyo destrona al antiguo emperador envía a centinelas para matarlo a él y a Kanbei. Se esconde con ayuda de Kanbei y los otros y luego se queda como criado en la casa de la luciérnaga.

- Emisario Imperial: Es un Emisario que trabaja para el imperio. Se lo ve en Kokakyo. Fue enviado a matar por Ukyo. El asesino deja su espada para mostrar que el responsable fue un samurái. A raíz de este suceso Ayamaro lleva a cabo la cacería de samuráis. La razón por la que Ukyo mandó a matar al Emisario fue porque el primer ministro de la Capital quería su puesto.

- Primer Ministro: Trabaja en la Capital. Él quería el puesto del Emisario Imperial por eso le pidió a Ukyo que lo mate, ya que si lo hacía su situación mejoraría. Fue él quien le planteo la idea a Ukyo de quitarle las almas a los Nobuseri para dejarles solo la máquina. Muere en la destrucción de la Capital a causa de una herida provocada por Katsushiro.

## Manga
Historia
Cuando el director japonés Akira Kurosawa lanzó en 1954 su película Los siete samurai, a lo mejor no sabía que estaba dando al séptimo arte una historia que, sin ser del todo original, iba a convertirse en un clásico.
Samurai 7 es la adaptación de la película original, realizada con ocasión del cincuentenario de la misma, pero en lugar del Japón del siglo XVII, nos encontramos en un mundo futuro, donde junto a los habituales adelantos tecnológicos (naves, robots, etcétera) hay unas estructuras sociales calcadas del Medioevo. La población está dividida en clases: campesinos, mercaderes y, cómo no, samurái que, terminadas las guerra civiles, intentan sobrevivir con cualquier trabajo o acaban convirtiéndose en bandidos que asuelan las comarcas agrícolas.
Durante los 2 tomos de esta obra, Katsushiro se encontrará con nuevos personajes y un objetivo que lo hará seguir adelante. La historia al principio es un poco lenta, pero adquiere un velocidad mayor que te hará seguir leyendo porque las páginas no son aburridas y algunas están llenas de mucha acción.
Editorial de origen: Bessatsu Shonen Magazine, Kodansha
Autores: director Akira Kurosawa (obra el original) y Mizutaka Suhou (dibujo)
Demografía: Shounen
Editorial en México: Panini Comics
Traductor: Fernando Serna
Volúmenes publicados: 2 de 2
Publicación en México: De agosto a septiembre de 2016

## Música
- Opening: "Unlimited" by Nanase Aikawa

- Ending: "Fuhen" (Ubiquity) by Rin'